# Nick Bird
Pour les articles homonymes, voir Bird.
Nick Bird est un producteur, réalisateur, directeur de la photographie et scénariste américain né le 7 septembre 1977 à Upland, en Californie (États-Unis).

## Filmographie

### Productions
- 2003 : The Soul's Midnight
- 2003 : The Magic Was in the Music (TV)
- 2004 : Stalked in the Corn

### comme réalisateur
- 2002 : The Bathroom
- 2003 : The Soul's Midnight

### comme directeur de la photographie
- 2005 : Outta Moves

### comme scénariste
- 2003 : The Soul's Midnight